# Пятая Речка (река, впадает в Кроноцкий залив)
Пятая Речка — река на полуострове Камчатка. Протекает по территории Елизовского района Камчатского края России.
Длина реки — 26 км. Берёт исток из ледника Кропоткина, расположенного в цирке юго-западной экспозиции вулканического массива Большого Семячика, протекает на юго-восток вдоль подножия Промежуточного хребта, впадает в бухту Пятая Речка Кроноцкого залива
Название в переводе с ительменского Шакаг — «студёная река».

## Данные водного реестра
По данным государственного водного реестра России относится к Анадыро-Колымскому бассейновому округу.